# 姜恩喬
姜 恩喬（カン・ウンギョ、1945年12月13日 - ）は、大韓民国の詩人。咸鏡南道洪原郡で生まれ、ソウルで育った。京畿女子高等学校、延世大学校英語英文学科を卒業し、同大学院の国語国文科で詩人金起林の研究で博士学位を受けた。東亜大学校で国語国文科教授、文芸創作学科教授を歴任した。現在、東亜大学校文芸創作学科の名誉教授として在職中である。

## 略歴
1945年12月13日に咸鏡南道洪原郡で生まれ、ソウルで育った。京畿女子中学校、京畿女子高等学校、延世大学校英語英文学科を卒業し、同大学院の国語国文科で詩人金起林の研究で博士学位を受けた。
1968年に詩『巡礼者の眠り』で月刊総合教養誌「思想界」の新人文学賞を受賞し、詩壇デビューした。そして金炯榮、尹常奎、林正男、鄭喜成等と共に同人誌「70年代」同人として活動しながら、詩作活動をした。詩集『虚無集』(1971),『貧者の日記』(1978),『私たちが水となり(우리가 물이 되어)』(1987)他、詩集のみならず随筆など数多くの作品を刊行している。
1975年には韓国文学作家賞、1992年には現代文学賞を受賞した。
彼女の詩の世界は、初期には虚無意識を通じて存在の意味を探求、徐々に民衆的、現実的な資格から時代や歴史上の問題を探求する方向に展開されている。

## 作品
- 詩集
  - 虚無集(허무집)、(1971)
  - 貧者の日記(빈자일기)、(1977)
  - 音集(소리집)(創作と批評社、1982)
  - 風の歌(바람노래） (1987)
  - 今日もあなたを待つ(오늘도 너를 기다린다)(実践文学社、1989)
  - 壁の中の手紙(벽속의 편지)(創作と批評社、1992)
  - ある星での一日(어느 별에서의 하루)(創批、1996)
  - 灯火が近づいてくる(등불 하나가 걸어오네)(文学トンネ、1999)
  - 時間はポケットに銀光の星ひとつ入れて通った(시간은 주머니에 은빛 별 하나 넣고 다녔다)(文学思想社、2002)
  - 緑色の蜘蛛の愛(초록 거미의 사랑)(創批、2006)
- 詩選集
  - 草葉(풀잎)(民音社、1974)
  - 赤い河(붉은 강)(プルピッ、1984)
  - 私たちが水になり(우리가 물이 되어)(1986)
  - 君は深く深い河(그대는 깊디 깊은 강)(未来社、1991)
- 散文集
  - 網の間に(그물 사이로)(1975)
  - 追憶祭(추억제)(1975)
  - 都市の子供たち(도시의 아이들)(1977)
  - 　私たちが水になって出会うなら(우리가 물이 되어 만난다면)(1980)
  - 　誰が草葉で再び目覚めるのか(누가 풀잎으로 다시 눈뜨랴)(1984)
  - 　眠りながらも、全く眠れないままに(잠들면서 참으로 잠들지 못하면서)(漢陽出版、1993) ISBN 89-85247-63-8
  - 虚無手帳(허무 수첩)(イェジョン社、1996)